# 波季利西克 (日梅林卡區)
49°3′3″N 28°4′16″E / 49.05083°N 28.07111°E
波季利西克（烏克蘭語：Подільське），是烏克蘭的村落，位於該國西南部文尼察州，由日梅林卡區負責管轄，面積0.54平方公里，海拔高度298米，2001年人口267，人口密度每平方公里490.81人。